# Potutorów
Potutorów (ukr. Потуторів) – wieś na Ukrainie  w obwodzie tarnopolskim, w rejonie krzemienieckim.